# Поні (Оклахома)
Поні (англ. Pawnee) — місто (англ. city) в США, в окрузі Поні штату Оклахома. Населення — 1936 осіб (2020).

## Географія
Поні розташоване за координатами 36°20′11″ пн. ш. 96°48′7″ зх. д. / 36.33639° пн. ш. 96.80194° зх. д. (36.336353, -96.801862).  За даними Бюро перепису населення США в 2010 році місто мало площу 5,71 км², уся площа — суходіл.

## Демографія
Згідно з переписом 2010 року, у місті мешкало 2196 осіб у 862 домогосподарствах у складі 542 родин. Густота населення становила 384 особи/км².  Було 1049 помешкань (184/км²).
Расовий склад населення:
| - 58,4 % — білих - 31,1 % — корінних американців - 2,9 % — чорних або афроамериканців - 0,1 % — азіатів |

До двох чи більше рас належало 6,8 %. Частка іспаномовних становила 2,2 % від усіх жителів.
За віковим діапазоном населення розподілялося таким чином: 26,0 % — особи молодші 18 років, 57,7 % — особи у віці 18—64 років, 16,3 % — особи у віці 65 років та старші. Медіана віку мешканця становила 38,8 року. На 100 осіб жіночої статі у місті припадало 88,7 чоловіків;  на 100 жінок у віці від 18 років та старших — 81,5 чоловіків також старших 18 років.
Середній дохід на одне домашнє господарство  становив 43 418 доларів США (медіана — 36 101), а середній дохід на одну сім'ю — 47 959 доларів (медіана — 41 321). Медіана доходів становила 33 611 долар для чоловіків та 30 433 долари для жінок. За межею бідності перебувало 19,3 % осіб, у тому числі 25,3 % дітей у віці до 18 років та 11,7 % осіб у віці 65 років та старших.
Цивільне працевлаштоване населення становило 894 особи. Основні галузі зайнятості: мистецтво, розваги та відпочинок — 19,0 %, освіта, охорона здоров'я та соціальна допомога — 16,7 %, публічна адміністрація — 14,1 %, роздрібна торгівля — 12,1 %.